# Liren, Jiangxi
Liren är en köpinghuvudort i Kina. Den ligger i provinsen Jiangxi, i den sydöstra delen av landet, omkring 430 kilometer söder om provinshuvudstaden Nanchang. Antalet invånare är 19 703. Befolkningen består av 9 900 kvinnor och 9 803 män. Barn under 15 år utgör 19,0 %, vuxna 15-64 år 71 %, och äldre över 65 år 8,0 %.
Runt Liren är det ganska tätbefolkat, med 172 invånare per kvadratkilometer. Närmaste större samhälle är Lishi, 18,8 km sydost om Liren. I omgivningarna runt Liren växer huvudsakligen savannskog.
Genomsnittlig årsnederbörd är 2 068 millimeter. Den regnigaste månaden är maj, med i genomsnitt 388 mm nederbörd, och den torraste är oktober, med 15 mm nederbörd.